# Paruscanoidea
Paruscanoidea is een geslacht van vliesvleugeligen uit de familie Trichogrammatidae. De wetenschappelijke naam van dit geslacht is voor het eerst geldig gepubliceerd in 1915 door Girault.

## Soorten
Het geslacht Paruscanoidea omvat de volgende soorten:
- Paruscanoidea australia Girault, 1916
- Paruscanoidea dickensi Girault, 1915